# Paralaea rufivena
Paralaea rufivena là một loài bướm đêm trong họ Geometridae.